# Сомалийская плита

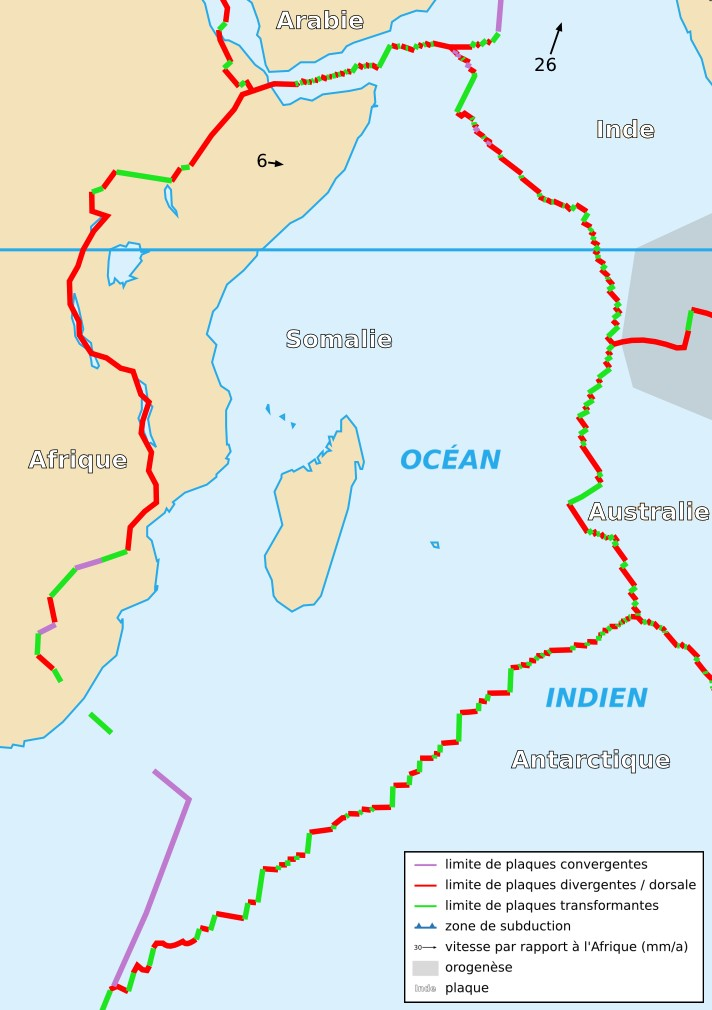
Расположение Сомалийской плиты

Сомалийская плита — тектоническая плита. Имеет площадь — 0,01585 стерадиан. Обычно рассматривается в составе Африканской плиты.
Сомалийская плита сейчас образуется из Африканской плиты через расщепление вдоль Восточно-Африканского рифта. Часть Африканской плиты, что находится по другую сторону рифта, иногда называют «Нубийской плитой». В геологии их рассматривают как две части Африканской плиты или как протоплиты, а не в качестве отдельных плит.
Сомалийская плита ограничена на западе Восточно-Африканским рифтом, следующим через всю Восточную Африку, с Афарским тройником в Афарской котловине, и подводным продолжением рифта, направляющимся к югу от берега. На севере ограничена Аденским хребтом вдоль побережья Аравийского полуострова. На востоке ограничена Центрально-Индийским хребтом, северной его частью, которая также известна как хребет Карлсберг. На юге ограничена Юго-Западным Индийским хребтом. Направляется на восток со скоростью 45 мм / год.

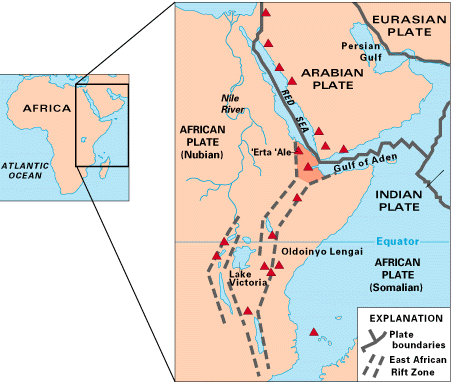
Карта Восточной Африки, на которой показаны некоторые из исторически действующих вулканов (красные треугольники) и Афарский треугольник (заштрихованный, в центре) — тройное соединение, на котором три плиты расходятся друг от друга: Аравийская плита, Африканская плита и Сомалийская плита.

Имеет границы с плитами: Африканской, Антарктической, Индо-Австралийской, Аравийской.